# Gina Mattarolo
Gina Mattarolo (Francia, 27 maggio 1908 – Venezia, 14 agosto 2000) è stata un'attrice italiana.

## Biografia
Insegnante teatrale, ricoprì ruoli da caratterista, lavorando fianco a fianco con grandi professionisti quali Alberto Sordi, Mauro Bolognini, Lina Wertmüller e Giorgio Bianchi. Fra i suoi film Il moralista, Il bell'Antonio e Non stuzzicate la zanzara.
Ricoprì inoltre diversi ruoli marginali in grandi tragedie ed opere classiche accanto ad attrici come Micaela Esdra e Lina Sastri.

## Filmografia
- Cerasella, regia di Raffaello Matarazzo (1959)
- Il moralista, regia di Giorgio Bianchi (1959)
- Il bell'Antonio, regia di Mauro Bolognini (1960)
- Gli attendenti, regia di Giorgio Bianchi (1961)
- Il mio amico Benito, regia di Giorgio Bianchi (1962)
- Non stuzzicate la zanzara, regia di Lina Wertmüller (1967)